# Vitbukig siska
Vitbukig siska (Crithagra dorsostriata) är en fågel i familjen finkar inom ordningen tättingar. Den förekommer i savann, öppna skogar och jordbruksområden i östra Afrika. Beståndet anses vara livskraftigt.

## Utseende och läte
Vitbukig siska är en vacker fink med olivgrön rygg, prydligt tecknad huvud, gult på bröst och övergump samt vitt på buken. Hanen är mer bjärt i färgerna och ostreckad undertill, medan honan är mer dämpad med breda streck på undersidan. Arten liknar savannsiskan, men skiljs på den vita buken och mindre tecknade ansiktet. Sången består av musikaliska visslingar och drillar, ömsom avgivna ihållande, ömsom i tydliga fraser.

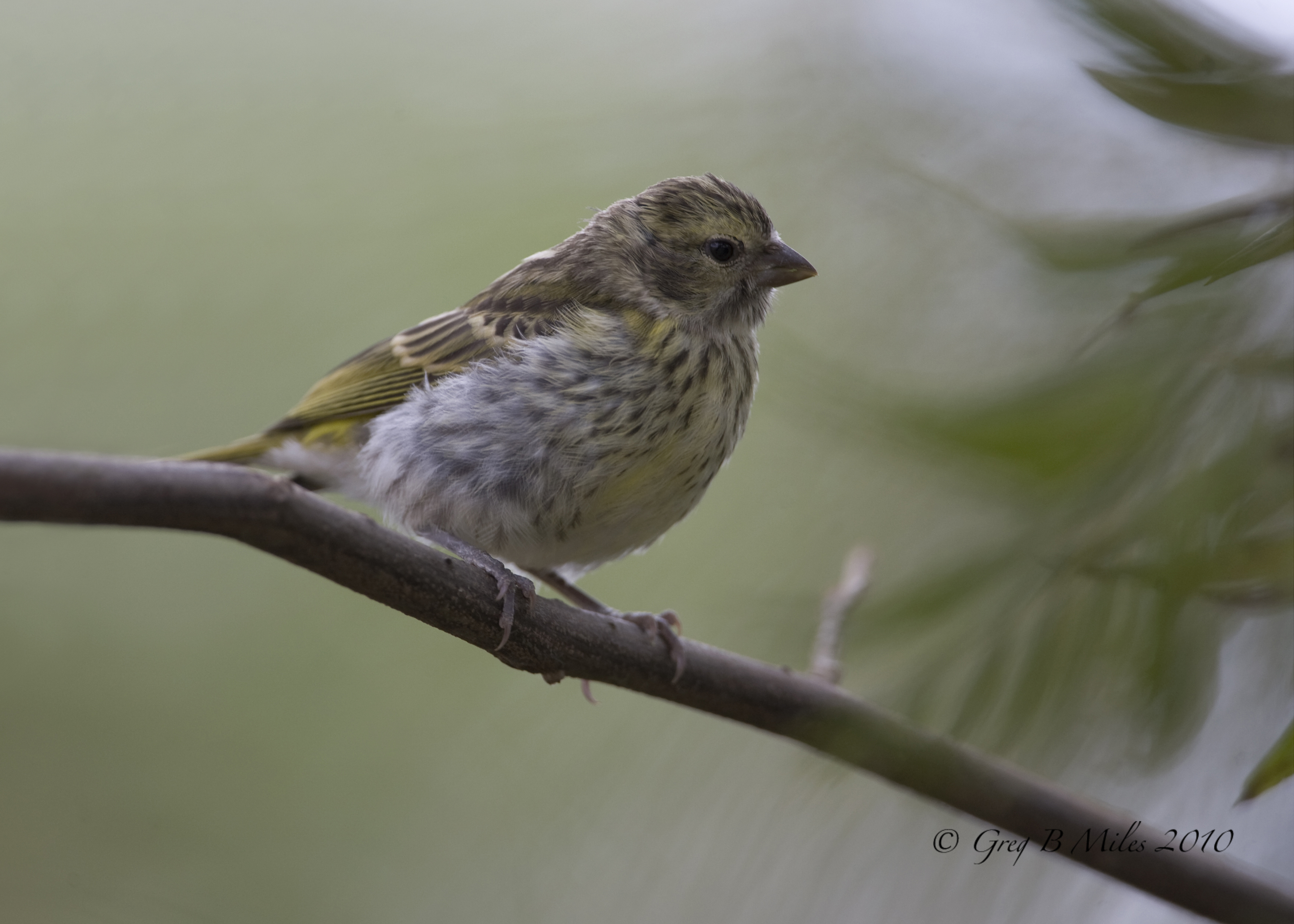
Hona vitbukig siska.

## Utbredning och systematik
Vitbukig siska förekommer i östra Afrika. Den delas in i tre underarter med följande utbredning:
- Crithagra dorsostriata maculicollis – förekommer i Somalia, Etiopien, Sudan, nordöstra Uganda och norra Kenya
- Crithagra dorsostriata dorsostriatus – förekommer i sydöstra Uganda, västra Kenya och nordvästra Tanzania
- Crithagra dorsostriata taruensis – förekommer i Kenya och nordöstra Tanzania

### Släktestillhörighet
Fågeln placeras tidigare ofta i släktet Serinus, men DNA-studier visar att den liksom ett stort antal afrikanska arter endast är avlägset släkt med t.ex. gulhämpling (S. serinus).

## Levnadssätt
Fågeln hittas i torr och medelfuktiga områden som savann, skogslandskap och jordbruksbygd. Födan består mestadels av frön från gräs och småbuskar. Den födosöker på marken, i låg vegetation samt i buskar och låga träd. Fågeln ses enstaka, i par eller i små flockar.

## Status och hot
Arten har ett stort utbredningsområde och en stor population med stabil utveckling och tros inte vara utsatt för något substantiellt hot. Utifrån dessa kriterier kategoriserar internationella naturvårdsunionen IUCN arten som livskraftig (LC). Världspopulationen har inte uppskattats men den beskrivs som lokalt vanlig.